# Sphinctacanthus
- Commons
- Wikispecies

Sphinctacanthus Benth., 1876, segundo o Sistema APG II, é um gênero botânico da família Acanthaceae

## Espécies
As principais espécies são:
- Sphinctacanthus griffithii
- Sphinctacanthus malayanus
- Sphinctacanthus parkinsonii
- Sphinctacanthus siamensis
- Sphinctacanthus tabacifolius
- Sphinctacanthus viridiflorus